# Джозеф Едвард Маєр
Джо́зеф Е́двард Ма́єр (англ. Joseph Edward Mayer; 5 лютого 1904, Нью-Йорк — 15 жовтня 1983) — американський фізик-теоретик і хімік, чоловік Марії Гепперт-Маєр.
Після закінчення Каліфорнійського технологічного інституту (1924) працював в університетах: Каліфорнійському (1927–28), Геттінгенському (1929–30), Джонса Гопкінса (1930–39), Колумбійському (1939–45), Чиказькому (1946–60), Каліфорнійському (1960–72).
Публікував наукові праці в галузі статистичної фізики, термодинаміки, квантової механіки, хімічної фізики. Один із творців сучасної теорії реальних газів і рідин, зокрема, ввів у статистичну механіку діаграмні методи. Зробив внесок у розвиток формальної теорії рідин.
У період 1941-1952 був редактором наукового журналу «Journal of Chemical Physics».
У 1973-74 — президент Американського фізичного товариства.
Наукові нагороди: медалі Г. Льюїса (1958), П. Дебая (1967), Дж. Кірквуда (1968) та ін.